# مکعب پردازش تحلیلی برخط

نمونه ای از یک مکعب OLAP

یک مکعب پردازش تحلیلی برخط (OLAP) یک آرایه چند بعدی از داده ها است. پردازش تحلیلی برخط یک تکنیک مبتنی بر رایانه برای تجزیه و تحلیل داده ها برای شناخت است. اصطلاح مکعب در اینجا به مجموعه داده‌های چند بعدی اشاره دارد که اگر تعداد ابعاد آن بیشتر از سه باشد، گاهی اوقات ابرمکعب نیز نامیده می‌شود.

## اصطلاح شناسی
یک مکعب را می توان تعمیم چند بعدی یک صفحه گسترده دو یا سه بعدی در نظر گرفت. به عنوان مثال، یک شرکت ممکن است بخواهد داده های مالی را بر اساس محصول، دوره زمانی و شهر خلاصه کند تا هزینه های نهایی و بودجه را مقایسه کند. محصول، زمان، شهر و سناریو (نهایی و بودجه) ابعاد داده ها هستند.,
Cube مخفف مجموعه داده های چند بعدی است، با توجه به اینکه داده ها می توانند تعداد دلخواه ابعاد داشته باشند. گاهی اوقات از اصطلاح هایپرمکعب مخصوصا برای داده های بیش از سه بعدی استفاده می شود. مکعب به معنای دقیق ریاضی "مکعب" نیست، زیرا همه اضلاع لزوماً برابر نیستند. اما این اصطلاح به طور گسترده استفاده می شود.
Slice اصطلاحی برای زیرمجموعه ای از داده ها است که با انتخاب یک مقدار برای یک بعد و فقط نشان دادن داده های آن مقدار (مثلاً فقط داده ها در یک نقطه از زمان) ایجاد می شود. صفحات گسترده فقط دو بعدی هستند، بنابراین با برش یا تکنیک های دیگر، تجسم داده های چند بعدی در آنها ممکن می شود.
هر سلول از مکعب دارای یک عدد است که نشان دهنده قسمتی از تجارت است، مانند فروش، سود، هزینه، بودجه و پیش بینی.
داده های OLAP معمولاً در یک مدل ستاره ای یا مدل دانه برفی در یک انبار داده رابطه ای یا در یک سیستم مدیریت داده با هدف خاص ذخیره می شوند. اندازه‌گیری‌ها از رکوردهای جدول اطلاعات و ابعاد از جداول ابعاد مشتق شده‌اند.

## سلسله مراتب
عناصر یک بعد را می توان به عنوان یک سلسله مراتب سازماندهی کرد، مجموعه ای از روابط والدین-فرزند، معمولاً جایی که یکی از اعضای والدین از فرزندان خود تشکیل میشود. عناصر والدین را می توان علاوه بر آن به عنوان فرزندان والدین دیگر در نظر گرفت.
به عنوان مثال، پدر و مادر می 2005 سه ماهه دوم 2005 است که به نوبه خود فرزند سال 2005 است. به همین ترتیب شهرها فرزندان مناطق هستند. محصولات به گروه های محصول و اقلام هزینه های فردی به انواع مخارج تبدیل می شوند. 

## عملیات
تصور داده ها به عنوان یک مکعب با ابعاد سلسله مراتبی منجر به عملیات مفهومی ساده برای تسهیل تجزیه و تحلیل می شود. تراز کردن محتوای داده با تجسمی آشنا، یادگیری و بهره وری تحلیلگر را افزایش می دهد. فرآیند پیمایش توسط کاربر با فراخوانی برای نمایش صفحه به صورت تعاملی، از طریق مشخص کردن برش ها از طریق چرخش و دریل کردن/بالا، گاهی اوقات "تشکل و تاس" نامیده می شود. عملیات متداول عبارتند از برش و مکعب سازی، کلی/جزئی شدن، تا کردن، و دوران.

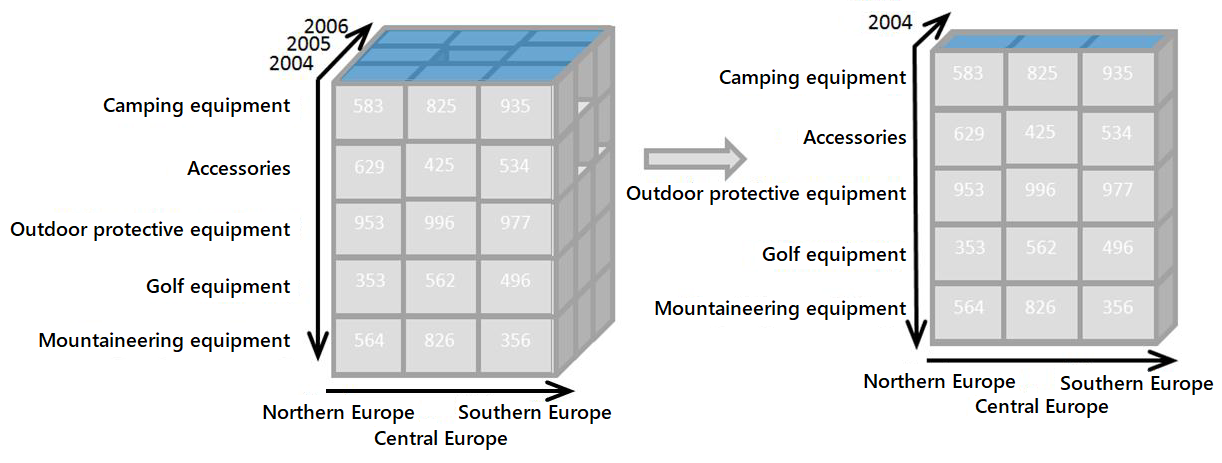
برش

برش عمل انتخاب یک زیرمجموعه مستطیل شکل از یک مکعب با انتخاب یک مقدار واحد برای یکی از ابعاد آن، ایجاد یک مکعب جدید با یک بعد کمتر است. تصویر مقابل یک عملیات برش را نشان می‌دهد: ارقام فروش تمام مناطق فروش و همه دسته‌های محصول شرکت در سال‌های 2005 و 2006 از مکعب داده‌ها "برش" شده است.

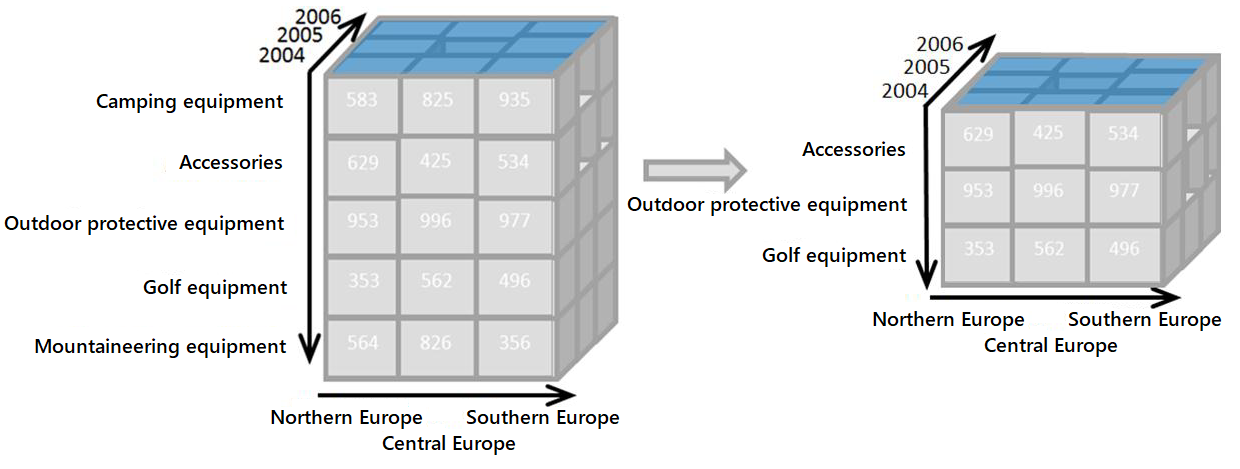
مکعب سازی

عملیات مکعب سازی با اجازه دادن به تحلیلگر برای انتخاب مقادیر خاصی از ابعاد چندگانه، یک زیرمکعب تولید می‌کند. تصویر مقابل یک عملیات مکعب سازی را نشان می‌دهد: مکعب جدید ارقام فروش تعداد محدودی از دسته‌های محصول را نشان می‌دهد، ابعاد زمان و منطقه همان محدوده قبلی را پوشش می‌دهد.

کلی/جزئی شدن به کاربر اجازه می دهد تا در میان سطوح داده از کلی ترین تا دقیق و جزئی ترین برود. تصویر زیر یک عملیات  را نشان می دهد: تحلیلگر از دسته بندی کلی "تجهیزات حفاظتی در فضای باز" میرود تا ارقام فروش هر محصول را مشاهده کند.

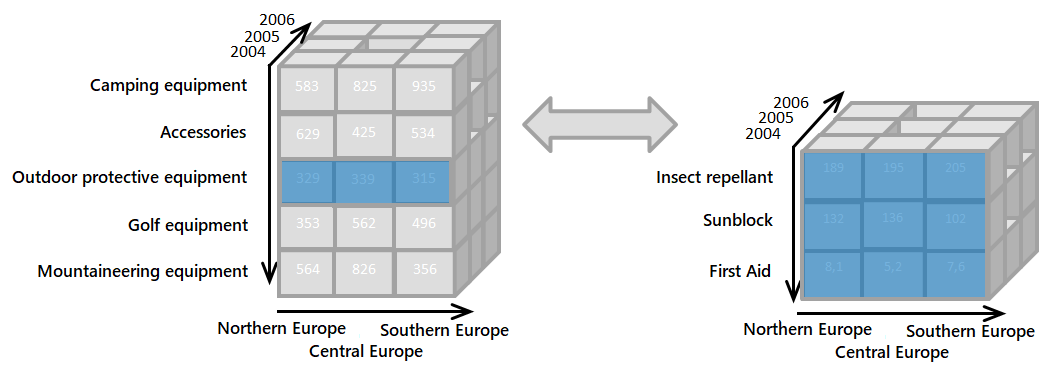
کلی/جزئی شدن

تا کردن شامل خلاصه کردن داده‌ها در طول یک بعد است. قانون خلاصه‌سازی ممکن است یک تابع تجمیعی باشد، مانند محاسبه مجموع در امتداد یک سلسله مراتب یا اعمال مجموعه‌ای از فرمول‌ها مانند "سود = فروش - هزینه". محاسبه توابع جمع‌آوری عمومی ممکن است هنگام جمع‌آوری پرهزینه باشد: اگر نمی‌توان آنها را از سلول‌های مکعب تعیین کرد، باید از داده‌های پایه محاسبه شوند، یا آنها را به صورت آنلاین (آهسته) محاسبه کرد یا آنها را برای انتشار احتمالی از قبل محاسبه کرد (فضای بزرگ) . توابع تجمعی که می‌توان از سلول‌ها تعیین کرد، به عنوان توابع تجمع تجزیه‌پذیر شناخته می‌شوند و امکان محاسبه کارآمد را فراهم می‌کنند.به عنوان مثال، پشتیبانی از COUNT، MAX، MIN، و SUM در OLAP آسان است، زیرا می توان آنها را برای هر سلول از مکعب OLAP محاسبه کرد و سپس جمع کرد، زیرا در مجموع کلی (یا تعداد و غیره) مجموع جمع‌های فرعی، اما پشتیبانی از MEDIAN دشوار است، زیرا باید برای هر نمای جداگانه محاسبه شود: میانه یک مجموعه، میانه میانی زیر مجموعه‌ها نیست.

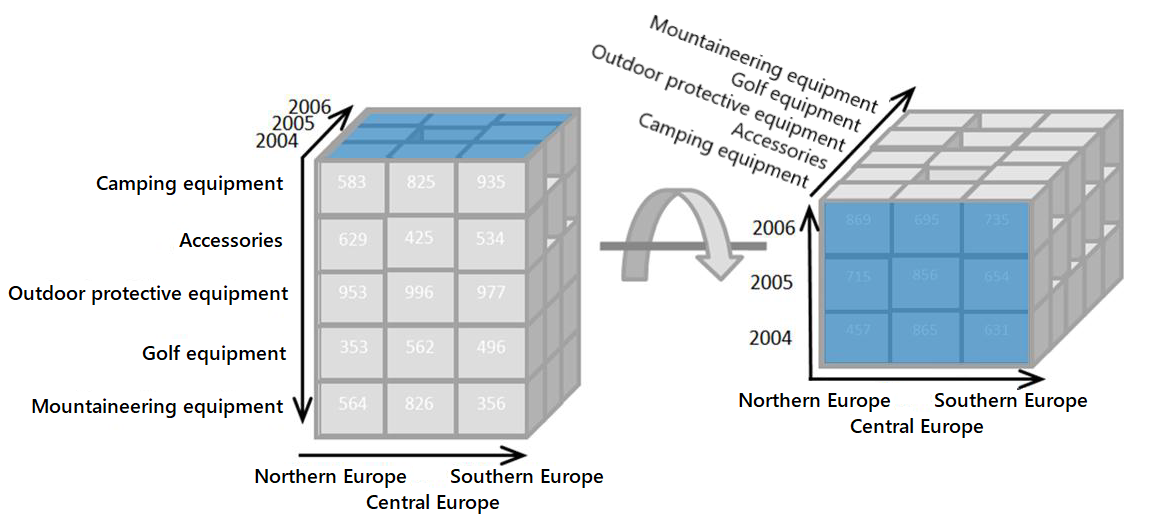
دوران

دوران به تحلیلگر اجازه می دهد تا مکعب را در فضا بچرخاند تا چهره های مختلف آن را ببیند. برای مثال، شهرها را می‌توان به‌صورت عمودی و محصولات را به‌صورت افقی در حین مشاهده داده‌ها برای یک فصل خاص مرتب کرد. چرخش می‌تواند محصولات را با دوره‌های زمانی برای دیدن داده‌ها در طول زمان برای یک محصول واحد جایگزین کند.تصویر مقابل یک عملیات چرخش را نشان می دهد: کل مکعب چرخانده شده است و چشم اندازی دیگر به داده ها می دهد.

## تعریف ریاضی
در نظریه پایگاه داده، یک مکعب OLAP  یک نمایش انتزاعی از طرح یک رابطه RDBMS است. با توجه به رابطه ای از مرتبه N، طرحی را در نظر بگیرید که X، Y و Z را به عنوان کلید و W را به عنوان صفت باقیمانده در نظر بگیرید.این را به عنوان یک تابع  مشخص میکند ،
f : (X,Y,Z) → W
شاخص های X، Y و Z نشان دهنده محورهای مکعب هستند، در حالی که مقدار W مربوط به عنصر داده ای است که هر سلول مکعب را پر می کند.
از آنجایی که دستگاه های خروجی دوبعدی نمی توانند به راحتی سه بعد را مشخص کنند، نمایش "برش" از مکعب داده عملی تر است (ما می گوییم پروژه در مفهوم تحلیلی کلاسیک بردار کاهش ابعاد، نه به معنای SQL، اگرچه این دو عبارتند از از نظر مفهومی مشابه)
g : (X,Y) → W
که ممکن است یک کلید اولیه را سرکوب کند، اما همچنان دارای مقداری اهمیت معنایی است، شاید برشی از نمایش عملکردی سه گانه برای یک مقدار Z معین مورد علاقه.
انگیزه پشت نمایشگرهای OLAP به پارادایم گزارش متقاطع از 1980 DBMS و جداول پیشاوندی از 1904 بازمی گردد. مقادیر Y ستون $A را پر می کند. و مقادیر g : ( X, Y ) → W سلولهای منفرد را در تقاطع ستونهای دارای برچسب X و ردیفهای دارای برچسب Y، "جنوب شرقی"، به اصطلاح، از $B$2، با خود $B$2 پر می کند.

## جستار های وابسته
- هوشمندی کسب‌وکار
- داده‌گاه